# 2010-es Formula–1 spanyol nagydíj
A spanyol nagydíj volt a 2010-es Formula–1 világbajnokság ötödik futama, amelyet 2010. május 7. és május 9. között rendeztek meg a spanyolországi Circuit de Catalunyán, Barcelonában.

## Szabadedzések

### Első szabadedzés
A spanyol nagydíj első szabadedzését május 7-én, pénteken délelőtt tartották.
| Helyezés | Versenyző          | Csapat/Motor         | Elért idő | Különbség | Futott kör |
| -------- | ------------------ | -------------------- | --------- | --------- | ---------- |
| 1        | Lewis Hamilton     | McLaren-Mercedes     | 1:21,134  | −         | 21         |
| 2        | Jenson Button      | McLaren-Mercedes     | 1:21,672  | + 0,538   | 14         |
| 3        | Michael Schumacher | Mercedes             | 1:21,716  | + 0,582   | 12         |
| 4        | Mark Webber        | Red Bull-Renault     | 1:22,011  | + 0,877   | 27         |
| 5        | Sebastian Vettel   | Red Bull-Renault     | 1:22,026  | + 0,892   | 22         |
| 6        | Nico Rosberg       | Mercedes             | 1:22,070  | + 0,936   | 19         |
| 7        | Robert Kubica      | Renault              | 1:22,202  | + 1,068   | 22         |
| 8        | Fernando Alonso    | Ferrari              | 1:22,258  | + 1,124   | 19         |
| 9        | Vitalij Petrov     | Renault              | 1:22,397  | + 1,263   | 23         |
| 10       | Kobajasi Kamui     | Sauber-Ferrari       | 1:22,492  | + 1,358   | 26         |
| 11       | Sébastien Buemi    | Toro Rosso-Ferrari   | 1:22,588  | + 1,454   | 24         |
| 12       | Felipe Massa       | Ferrari              | 1:22,975  | + 1,841   | 22         |
| 13       | Paul di Resta      | Force India-Mercedes | 1:23,030  | + 1,896   | 21         |
| 14       | Jaime Alguersuari  | Toro Rosso-Ferrari   | 1:23,110  | + 1,976   | 31         |
| 15       | Vitantonio Liuzzi  | Force India-Mercedes | 1:23,284  | + 2,150   | 19         |
| 16       | Rubens Barrichello | Williams-Cosworth    | 1:23,312  | + 2,178   | 22         |
| 17       | Nico Hülkenberg    | Williams-Cosworth    | 1:23,471  | + 2,337   | 20         |
| 18       | Heikki Kovalainen  | Lotus-Cosworth       | 1:25,329  | + 4,195   | 17         |
| 19       | Jarno Trulli       | Lotus-Cosworth       | 1:26,244  | + 5,110   | 20         |
| 20       | Timo Glock         | Virgin-Cosworth      | 1:26,340  | + 5,206   | 23         |
| 21       | Lucas di Grassi    | Virgin-Cosworth      | 1:26,694  | + 5,560   | 24         |
| 22       | Christian Klien    | HRT-Cosworth         | 1:27,250  | + 6,116   | 26         |
| 23       | Bruno Senna        | HRT-Cosworth         | 1:27,752  | + 6,618   | 27         |
| 24       | Pedro de la Rosa   | Sauber-Ferrari       |           |           | 3          |

### Második szabadedzés
A spanyol nagydíj második szabadedzését május 7-én, pénteken délután tartották.
| Helyezés | Versenyző          | Csapat/Motor         | Elért idő | Különbség | Futott kör |
| -------- | ------------------ | -------------------- | --------- | --------- | ---------- |
| 1        | Sebastian Vettel   | Red Bull-Renault     | 1:19,965  | −         | 24         |
| 2        | Mark Webber        | Red Bull-Renault     | 1:20,175  | + 0,210   | 35         |
| 3        | Michael Schumacher | Mercedes             | 1:20,757  | + 0,792   | 28         |
| 4        | Fernando Alonso    | Ferrari              | 1:20,819  | + 0,854   | 30         |
| 5        | Lewis Hamilton     | McLaren-Mercedes     | 1:21,191  | + 1,226   | 23         |
| 6        | Robert Kubica      | Renault              | 1:21,202  | + 1,237   | 36         |
| 7        | Nico Rosberg       | Mercedes             | 1:21,271  | + 1,306   | 27         |
| 8        | Felipe Massa       | Ferrari              | 1:21,302  | + 1,337   | 25         |
| 9        | Jenson Button      | McLaren-Mercedes     | 1:21,364  | + 1,399   | 26         |
| 10       | Adrian Sutil       | Force India-Mercedes | 1:21,518  | + 1,553   | 32         |
| 11       | Pedro de la Rosa   | Sauber-Ferrari       | 1:21.672  | + 1,707   | 37         |
| 12       | Vitantonio Liuzzi  | Force India-Mercedes | 1:21,904  | + 1,939   | 32         |
| 13       | Kobajasi Kamui     | Sauber-Ferrari       | 1:21,931  | + 1,966   | 29         |
| 14       | Sébastien Buemi    | Toro Rosso-Ferrari   | 1:22,184  | + 2,219   | 37         |
| 15       | Rubens Barrichello | Williams-Cosworth    | 1:22,192  | + 2,227   | 33         |
| 16       | Vitalij Petrov     | Renault              | 1:22,435  | + 2,470   | 35         |
| 17       | Jaime Alguersuari  | Toro Rosso-Ferrari   | 1:22,449  | + 2,484   | 34         |
| 18       | Nico Hülkenberg    | Williams-Cosworth    | 1:23,765  | + 3,800   | 7          |
| 19       | Jarno Trulli       | Lotus-Cosworth       | 1:24,209  | + 4,244   | 26         |
| 20       | Heikki Kovalainen  | Lotus-Cosworth       | 1:24,894  | + 4,929   | 22         |
| 21       | Lucas di Grassi    | Virgin-Cosworth      | 1:25,066  | + 5,101   | 30         |
| 22       | Karun Chandhok     | HRT-Cosworth         | 1:25,972  | + 6,007   | 23         |
| 23       | Bruno Senna        | HRT-Cosworth         | 1:26,152  | + 6,187   | 25         |
| 24       | Timo Glock         | Virgin-Cosworth      | 1:26,596  | + 6,631   | 21         |

### Harmadik szabadedzés
A spanyol nagydíj harmadik szabadedzését május 8-án, szombaton délelőtt tartották.
| Helyezés | Versenyző          | Csapat/Motor         | Elért idő | Különbség | Futott kör |
| -------- | ------------------ | -------------------- | --------- | --------- | ---------- |
| 1        | Sebastian Vettel   | Red Bull-Renault     | 1:20,528  | −         | 15         |
| 2        | Mark Webber        | Red Bull-Renault     | 1:21,232  | + 0,704   | 11         |
| 3        | Lewis Hamilton     | McLaren-Mercedes     | 1:21,348  | + 0,820   | 14         |
| 4        | Jenson Button      | McLaren-Mercedes     | 1:21,376  | + 0,848   | 16         |
| 5        | Michael Schumacher | Mercedes             | 1:21,583  | + 1,055   | 14         |
| 6        | Felipe Massa       | Ferrari              | 1:21,749  | + 1,221   | 16         |
| 7        | Nico Rosberg       | Mercedes             | 1:22,013  | + 1,485   | 14         |
| 8        | Fernando Alonso    | Ferrari              | 1:22,091  | + 1,563   | 15         |
| 9        | Robert Kubica      | Renault              | 1:22,242  | + 1,714   | 20         |
| 10       | Adrian Sutil       | Force India-Mercedes | 1:22,377  | + 1,849   | 12         |
| 11       | Sébastien Buemi    | Toro Rosso-Ferrari   | 1:22,400  | + 1,872   | 18         |
| 12       | Kobajasi Kamui     | Sauber-Ferrari       | 1:22,412  | + 1,884   | 11         |
| 13       | Pedro de la Rosa   | Sauber-Ferrari       | 1:22.527  | + 1,999   | 20         |
| 14       | Nico Hülkenberg    | Williams-Cosworth    | 1:22,634  | + 2,106   | 16         |
| 15       | Jaime Alguersuari  | Toro Rosso-Ferrari   | 1:22,926  | + 2,398   | 20         |
| 16       | Rubens Barrichello | Williams-Cosworth    | 1:22,953  | + 2,425   | 16         |
| 17       | Vitantonio Liuzzi  | Force India-Mercedes | 1:23,597  | + 3,069   | 12         |
| 18       | Vitalij Petrov     | Renault              | 1:23,896  | + 3,368   | 5          |
| 19       | Jarno Trulli       | Lotus-Cosworth       | 1:24,610  | + 4,082   | 14         |
| 20       | Heikki Kovalainen  | Lotus-Cosworth       | 1:24,745  | + 4,217   | 11         |
| 21       | Timo Glock         | Virgin-Cosworth      | 1:25,722  | + 5,194   | 15         |
| 22       | Lucas di Grassi    | Virgin-Cosworth      | 1:25,855  | + 5,327   | 14         |
| 23       | Karun Chandhok     | HRT-Cosworth         | 1:26,611  | + 6,083   | 18         |
| 24       | Bruno Senna        | HRT-Cosworth         | 1:30,246  | + 9,718   | 6          |

## Időmérő edzés
A spanyol nagydíj időmérő edzését május 8-án, szombaton futották.
| Helyezés | Versenyző          | Csapat/Motor         | 1. rész  | 2. rész  | 3. rész  |
| -------- | ------------------ | -------------------- | -------- | -------- | -------- |
| 1        | Mark Webber        | Red Bull-Renault     | 1:21.412 | 1:20.655 | 1:19.995 |
| 2        | Sebastian Vettel   | Red Bull-Renault     | 1:21.680 | 1:20.772 | 1:20.101 |
| 3        | Lewis Hamilton     | McLaren-Mercedes     | 1:21.723 | 1:21.415 | 1:20.829 |
| 4        | Fernando Alonso    | Ferrari              | 1:21.957 | 1:21.549 | 1:20.937 |
| 5        | Jenson Button      | McLaren-Mercedes     | 1:21.915 | 1:21.168 | 1:20.991 |
| 6        | Michael Schumacher | Mercedes             | 1:22.528 | 1:21.557 | 1:21.294 |
| 7        | Robert Kubica      | Renault              | 1:22.488 | 1:21.599 | 1:21.353 |
| 8        | Nico Rosberg       | Mercedes             | 1:22.419 | 1:21.867 | 1:21.408 |
| 9        | Felipe Massa       | Ferrari              | 1:22.564 | 1:21.841 | 1:21.585 |
| 10       | Kobajasi Kamui     | Sauber-Ferrari       | 1:22.577 | 1:21.725 | 1:21.984 |
| 11       | Adrian Sutil       | Force India-Mercedes | 1:22.628 | 1:21.985 |          |
| 12       | Pedro de la Rosa   | Sauber-Ferrari       | 1:22.211 | 1:22.026 |          |
| 13       | Nico Hülkenberg    | Williams-Cosworth    | 1:22.857 | 1:22.131 |          |
| 14[1]    | Vitalij Petrov     | Renault              | 1:22.976 | 1:22.139 |          |
| 15       | Sébastien Buemi    | Toro Rosso-Ferrari   | 1:22.699 | 1:22.191 |          |
| 16       | Jaime Alguersuari  | Toro Rosso-Ferrari   | 1:22.593 | 1:22.207 |          |
| 17       | Vitantonio Liuzzi  | Force India-Mercedes | 1:23.084 | 1:22.854 |          |
| 18       | Rubens Barrichello | Williams-Cosworth    | 1:23.125 |          |          |
| 19       | Jarno Trulli       | Lotus-Cosworth       | 1:24.674 |          |          |
| 20       | Heikki Kovalainen  | Lotus-Cosworth       | 1:24.748 |          |          |
| 21[1]    | Timo Glock         | Virgin-Cosworth      | 1:25.475 |          |          |
| 22[1]    | Lucas di Grassi    | Virgin-Cosworth      | 1:25.556 |          |          |
| 23[2]    | Karun Chandhok     | HRT-Cosworth         | 1:26.750 |          |          |
| 24       | Bruno Senna        | HRT-Cosworth         | 1:27.122 |          |          |

Megjegyzés:
- ↑ 1:  — Vitalij Petrov, Timo Glock és Lucas di Grassi öthelyes rajtbüntetést kapott váltócsere miatt.
- ↑ 2:  — Karun Chandhok autójában a verseny előtt váltót cseréltek, ezért a rajtrács végére sorolták.

## Futam
A spanyol nagydíj futama május 9-én, vasárnap, közép-európai idő szerint 14:00 órakor rajtolt.
| Helyezés | Rajtszám | Versenyző          | Csapat/Motor         | Futott kör | Idő/Kiesés oka   | Rajthely | Pont |
| -------- | -------- | ------------------ | -------------------- | ---------- | ---------------- | -------- | ---- |
| 1        | 6        | Mark Webber        | Red Bull-Renault     | 66         | 1:35:44.101      | 1        | 25   |
| 2        | 8        | Fernando Alonso    | Ferrari              | 66         | +24.065          | 4        | 18   |
| 3        | 5        | Sebastian Vettel   | Red Bull-Renault     | 66         | +51.338          | 2        | 15   |
| 4        | 3        | Michael Schumacher | Mercedes             | 66         | +1:02.195        | 6        | 12   |
| 5        | 1        | Jenson Button      | McLaren-Mercedes     | 66         | +1:03.728        | 5        | 10   |
| 6        | 7        | Felipe Massa       | Ferrari              | 66         | +1:05.767        | 9        | 8    |
| 7        | 14       | Adrian Sutil       | Force India-Mercedes | 66         | +1:12.941        | 11       | 6    |
| 8        | 11       | Robert Kubica      | Renault              | 66         | +1:13.677        | 7        | 4    |
| 9        | 9        | Rubens Barrichello | Williams-Cosworth    | 65         | +1 kör           | 17       | 2    |
| 10       | 17       | Jaime Alguersuari  | Toro Rosso-Ferrari   | 65         | +1 kör           | 15       | 1    |
| 11       | 12       | Vitalij Petrov     | Renault              | 65         | +1 kör           | 19       |      |
| 12       | 23       | Kobajasi Kamui     | Sauber-Ferrari       | 65         | +1 kör           | 10       |      |
| 13       | 4        | Nico Rosberg       | Mercedes             | 65         | +1 kör           | 8        |      |
| 14       | 2        | Lewis Hamilton     | McLaren-Mercedes     | 64         | baleset          | 3        |      |
| 15       | 15       | Vitantonio Liuzzi  | Force India-Mercedes | 64         | erőforrás        | 16       |      |
| 16       | 10       | Nico Hülkenberg    | Williams-Cosworth    | 64         | +2 kör           | 13       |      |
| 17       | 18       | Jarno Trulli       | Lotus-Cosworth       | 63         | +3 kör           | 18       |      |
| 18       | 24       | Timo Glock         | Virgin-Cosworth      | 63         | +3 kör           | 22       |      |
| 19       | 25       | Lucas di Grassi    | Virgin-Cosworth      | 62         | +4 kör           | 23       |      |
| ki       | 16       | Sébastien Buemi    | Toro Rosso-Ferrari   | 42         | hidraulika       | 15       |      |
| ki       | 20       | Karun Chandhok     | HRT-Cosworth         | 27         | baleseti sérülés | 24       |      |
| ki       | 22       | Pedro de la Rosa   | Sauber-Ferrari       | 18         | baleseti sérülés | 12       |      |
| ki       | 21       | Bruno Senna        | HRT-Cosworth         | 0          | baleset          | 21       |      |
| ni       | 19       | Heikki Kovalainen  | Lotus-Cosworth       | 0          | sebességváltó    | 20       |      |

## A világbajnokság állása a verseny után
| H   | Versenyzők         | Pont | H   | Konstruktőrök        | Pont |
| --- | ------------------ | ---- | --- | -------------------- | ---- |
| 1.  | Jenson Button      | 70   | 1.  | McLaren-Mercedes     | 119  |
| 2.  | Fernando Alonso    | 67   | 2.  | Ferrari              | 116  |
| 3.  | Sebastian Vettel   | 60   | 3.  | Red Bull-Renault     | 113  |
| 4.  | Mark Webber        | 53   | 4.  | Mercedes             | 72   |
| 5.  | Nico Rosberg       | 50   | 5.  | Renault              | 50   |
| 6.  | Lewis Hamilton     | 49   | 6.  | Force India-Mercedes | 24   |
| 7.  | Felipe Massa       | 49   | 7.  | Williams-Cosworth    | 8    |
| 8.  | Robert Kubica      | 44   | 8.  | Toro Rosso-Ferrari   | 3    |
| 9.  | Michael Schumacher | 22   | 9.  | Sauber-Ferrari       | 0    |
| 10. | Adrian Sutil       | 16   | 10. | Lotus-Cosworth       | 0    |

(A teljes táblázat)

## Statisztikák
Vezető helyen:
- Mark Webber: 66 (1-66)

Mark Webber 3. győzelme, 3. pole-pozíciója, Lewis Hamilton 5. leggyorsabb köre.
- Red Bull 8. győzelme.